# شبی که به مینسکی حمله کردند
شبی که به مینسکی حمله کردند (به انگلیسی: The Night They Raided Minsky's) یک فیلم سینمایی آمریکایی محصول سال ۱۹۶۸ در ژانر کمدی و موزیکال به کارگردانی ویلیام فریدکین که توسط نورمن لیر تهیه شده است.

## بازیگران
- جیسون روباردز در نقش ریموند پین
- بریت اکلاند در نقش راشل الیزابت شوپیونداول
- نورمن ویزدوم
- فارست تاکر در نقش تریم هولیان
- هری اندروز
- ژوزف وایزمن در نقش لوئیس مینسکی
- دنهلم الیوت در نقش ونس فاولر
- الیوت گولد
- جک برنز
- برت لار[۲] [۳]